# Palazzo Klov
Il Palazzo Klov (in ucraino Кловський палац?) è un edificio situato a Kiev, che ospita dal 2005 la sede della Corte Suprema dell'Ucraina. L'edificio prende il nome da Klov, uno storico quartiere di Kiev facente parte del distretto di Pečersk.
Il palazzo, costruito in stile barocco tra il 1752 e il 1756, venne distrutto da un incendio nel 1858; in seguito fu ricostruito con l'aggiunta di un secondo piano e di altre strutture laterali. Il palazzo venne parzialmente distrutto una seconda volta a causa di un incendio scoppiato durante la rivoluzione russa. Negli anni '70 del '900, venne sottoposto ad un profondo restauro.